# Tahina spectabilis
Tahina spectabilis is een tweeslachtige palm die endemisch is op Madagaskar. De soort wordt als enige ingedeeld bij het geslacht Tahina, een zogeheten monotypisch geslacht. De palm is monocarpisch, wat betekent dat deze na de bloei en vruchtzetting afsterft.
Mijoro Rakotoarinivo verzamelde in 2007 voor het eerst plantmateriaal van de palm. Dit plantmateriaal werd vervolgens naar de Royal Botanic Gardens, Kew en de Fairchild Tropical Botanic Garden gebracht voor verdere analyse. John Dransfield leidde het onderzoek naar de palm, waarover werd gepubliceerd in Botanical Journal of the Linnean Society.

## Beschrijving
De palm heeft een enkele, onvertakte, rechtopstaande, 4-10 m hoge stam met ringvormige segmenten die worden gevormd door bladlittekens. De bladeren zijn waaiervormig en hebben een diameter van 5 m. De bloeiwijze is eindstandig, vertakt, tot 4 m lang en steekt boven de bladerkroon uit. De individuele bloemen zijn tweeslachtig en staan op korte steeltjes. Ze bestaan uit drie kelk- en drie kroonbladeren, zes meeldraden en een stamper. De vruchten zijn breed-ellipsoïd tot omgekeerd eivormig, 2,5-3 × 2-2,2 cm groot en groenig-geel bij rijpheid. Ze bevatten een enkel 1,8-2,2 × 1,4-1,8 cm groot zaad.

## Verspreiding
De palm is ontdekt in het noordwesten van Madagaskar, waar deze te vinden is in het district Analalava in de regio Sofia. Volgens tellingen zijn er minder dan honderd exemplaren. Om de soort te beschermen, zijn zaden verzameld voor het Millennium Seed Bank Project en zijn zaden verzonden naar botanische tuinen in de wereld.

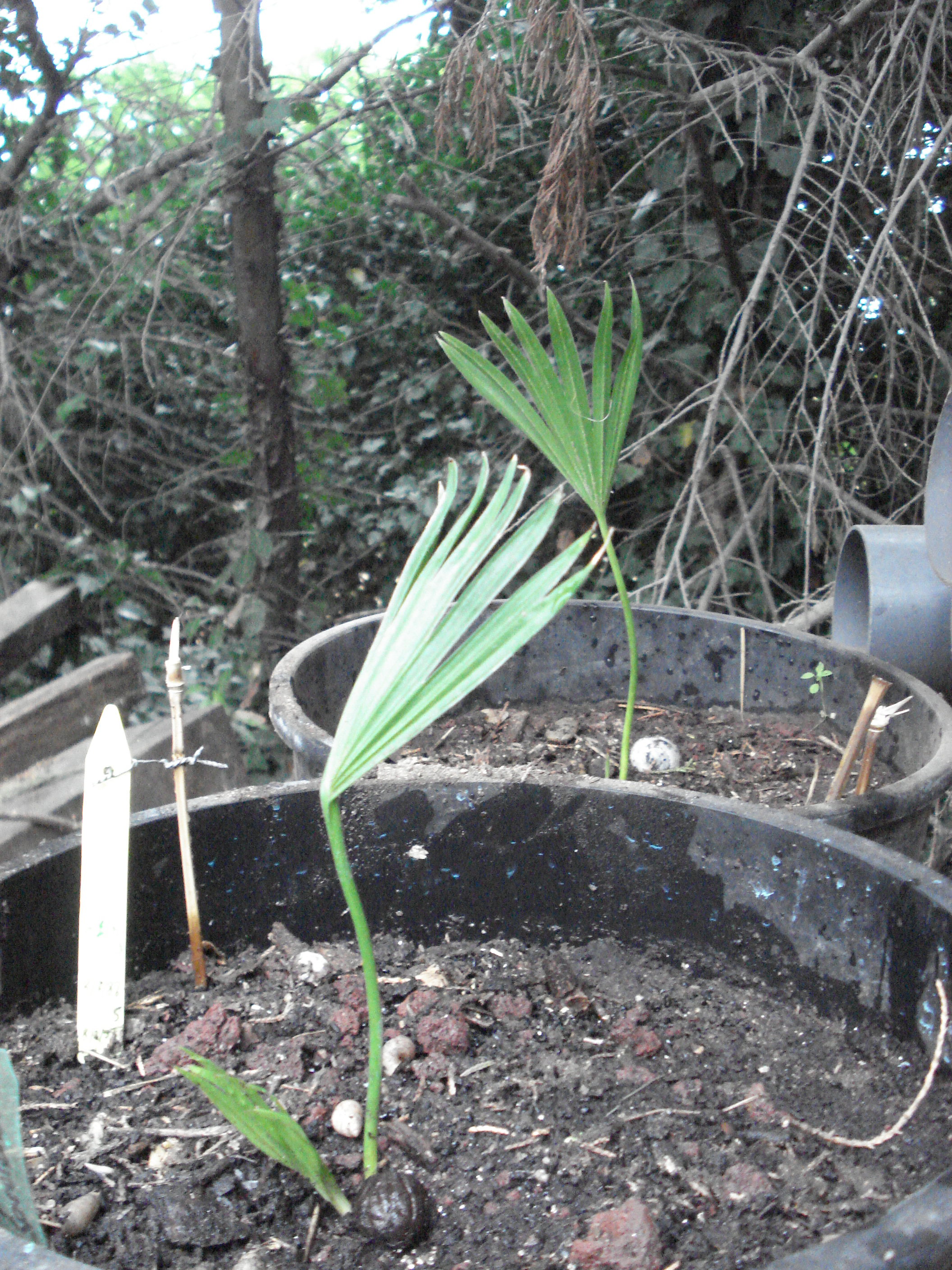
Exemplaren van vijf maanden oud
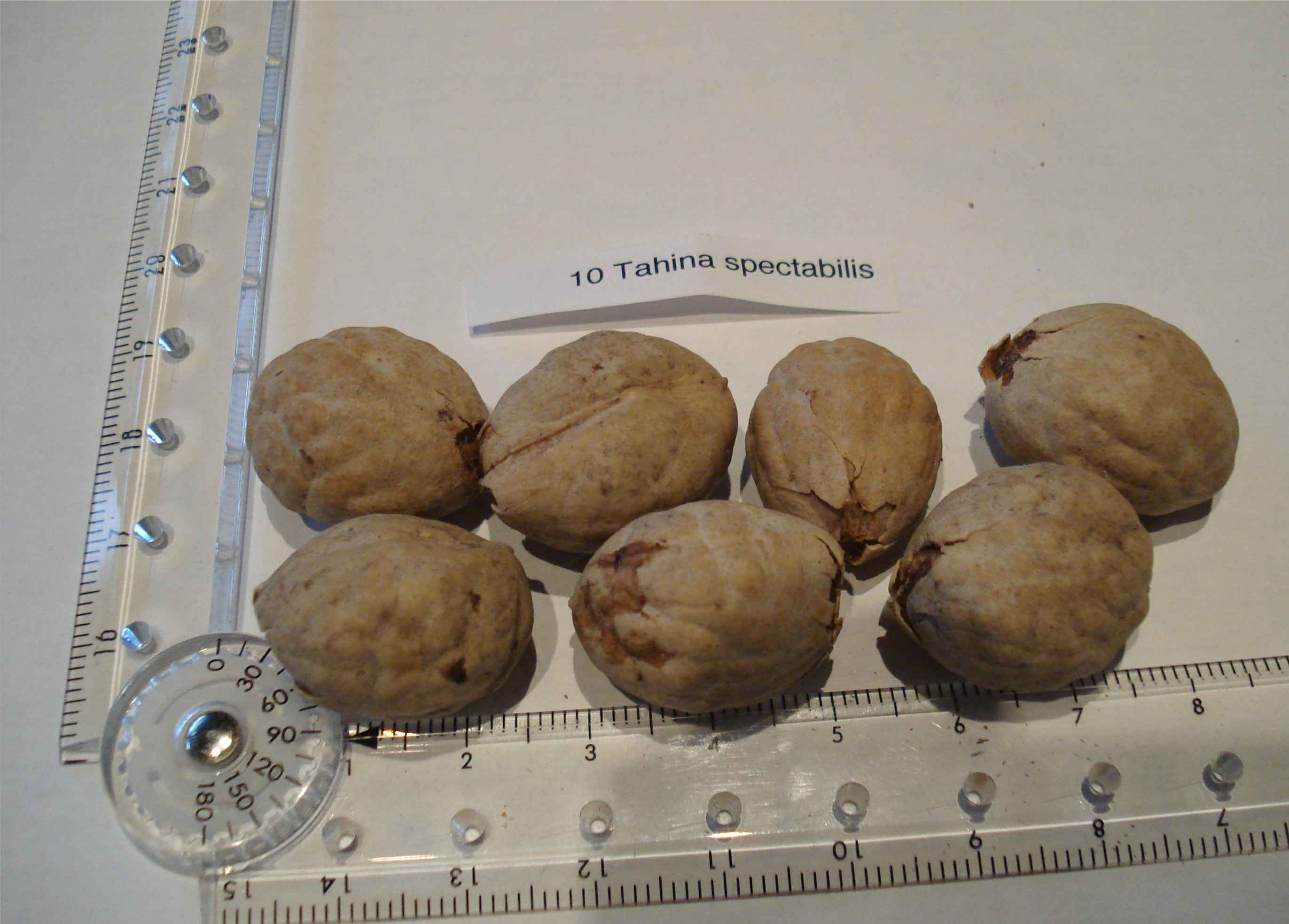
Zaden
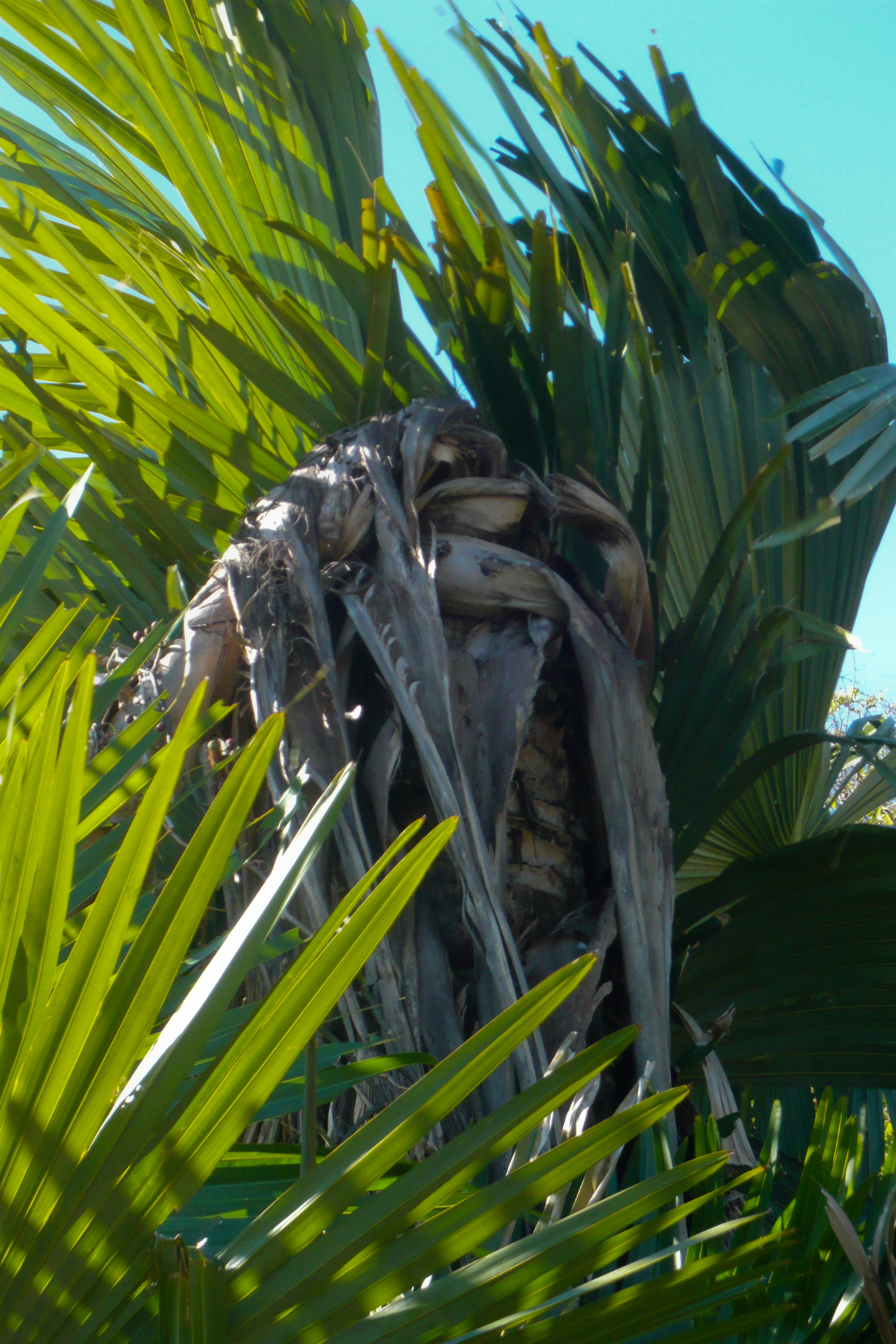
Bladeren